# Fuel Fandango (álbum)
Fuel Fandango es el álbum debut del dúo homónimo, Fuel Fandango, y fue publicado el 11 de junio de 2011. Su primer sencillo fue Talking, cuyo videoclip fue grabado entre Londres y la isla de Lanzarote, de donde es originario el fundador y miembro del grupo, Alejandro Acosta.

## Pistas
| N.º     | Título             | Duración |  |
| 1.      | «Shiny Soul»       | 5:42     |  |
| 2.      | «Talking»          | 4:05     |  |
| 3.      | «Engine»           | 3:47     |  |
| 4.      | «Monkey»           | 6:34     |  |
| 5.      | «Brazil»           | 4:19     |  |
| 6.      | «No Sense, Pt. 1»  | 4:52     |  |
| 7.      | «No Sense, Pt. 2»  | 2:38     |  |
| 8.      | «Uh uh»            | 4:40     |  |
| 9.      | «I Say No»         | 5:53     |  |
| 10.     | «Hype»             | 4:35     |  |
| 11.     | «Just»             | 3:50     |  |
| 12.     | «Always Searching» | 6:35     |  |
| 13.     | «Lifetime»         | 4:50     |  |
| 59 mins |                    |          |  |

- Datos: Q8962935